# تشارلز ك. بيل
تشارلز ك. بيل (بالإنجليزية: Charles K. Bell)‏ هو قاضي ومحامي وسياسي أمريكي، ولد في 18 أبريل 1853 في الولايات المتحدة، وتوفي بنفس المكان في 21 أبريل 1913. حزبياً، نشط في الحزب الديمقراطي. انتخب عضو مجلس النواب الأمريكي.